# Castegnero

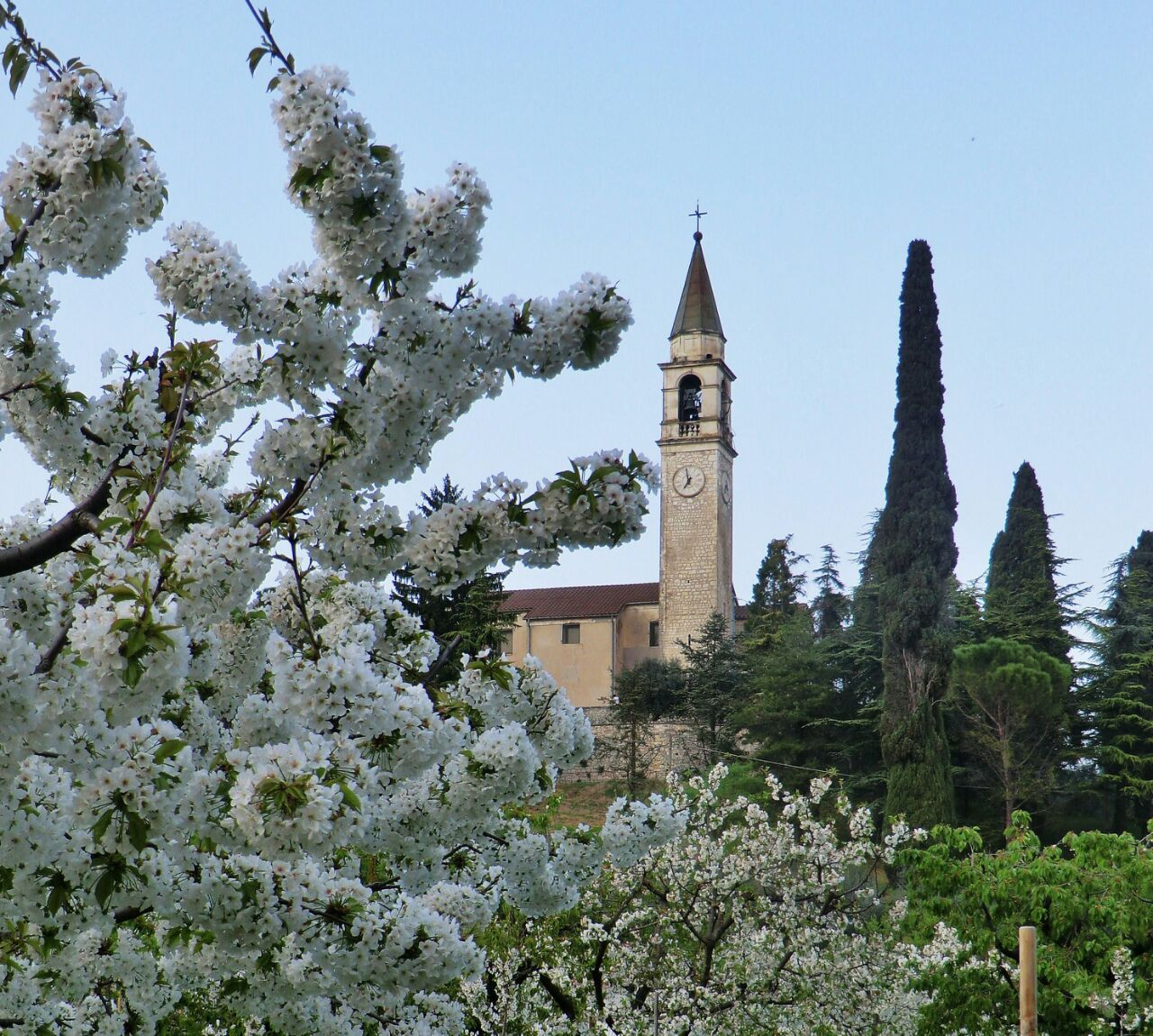
Castegnero

Castegnero ist eine nordostitalienische Gemeinde (comune) mit 2833 Einwohnern (Stand 31. Dezember 2023) in der Provinz Vicenza in Venetien. Die Gemeinde liegt etwa 12 Kilometer südöstlich von Vicenza in den Colli Berici und unweit der Euganeischen Hügeln. Der Verwaltungssitz befindet sich in Ponte di Castegnero.

## Geschichte
Das Gemeindegebiet war bereits durch die Veneter im 2. Jahrhundert vor Christus besiedelt.

## Verkehr
Durch die Gemeinde führt die frühere Strada Statale 247 Riviera (heute eine Provinzstraße) von Vicenza nach Este.

## Söhne und Töchter der Gemeinde
- Armando Bortolaso SDB (1926–2019), römisch-katholischer Ordensgeistlicher und Apostolischer Vikar von Aleppo